# Meriola manuel
Meriola manuel là một loài nhện trong họ Trachelidae.
Loài này thuộc chi Meriola. Meriola manuel được miêu tả năm 1995 bởi Norman I. Platnick & Ewing.